# Unbiunium
Unbiunium, eller grundämne 121 med den kemiska beteckningen Ubu, är det tillfälliga IUPAC-namnet.  Det kan också kallas eka-aktinium efter Dmitrij Mendelejevs förutsägelser om det periodiska systemet. 
Unbinilium är det tredje grundämnet i den åttonde perioden i det periodiska systemet.  Det har ännu inte gjorts några försök att framställa ämnet, men däremot har det varit föremål för förutsägelser.  Unbiunium kommer att vara en aktenoid. 